# Knieperwall 15 (Stralsund)

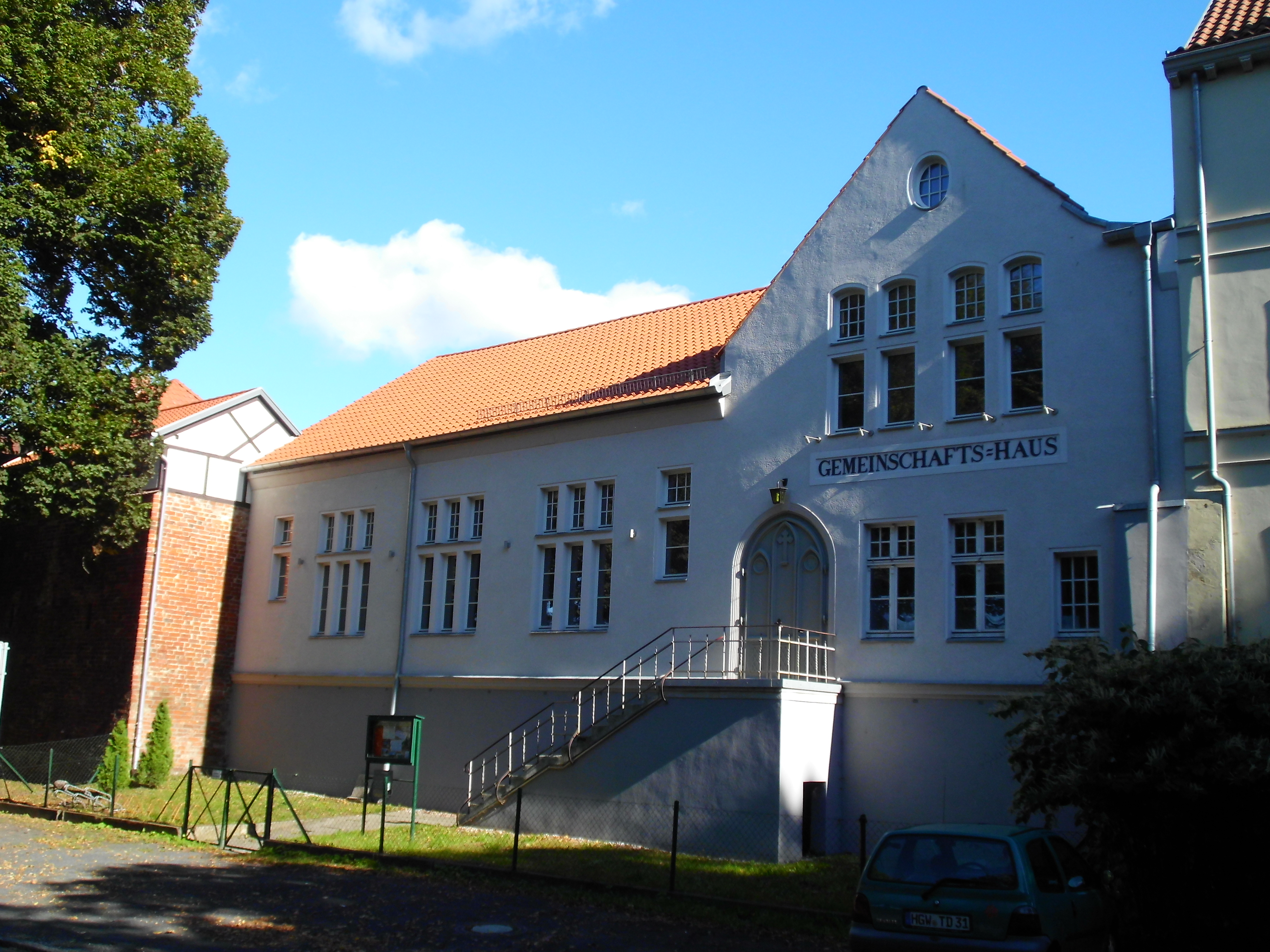
Das Haus Knieperwall 15 in Stralsund (2012)

Das Gebäude mit der postalischen Adresse Knieperwall 15 ist ein denkmalgeschütztes Bauwerk am Knieperwall in Stralsund.
Der eingeschossige Putzbau auf hohem Sockel wurde um das Jahr 1910 als Gemeindehaus errichtet.
Der Bau besteht aus einem traufständigen Gebäudeteil mit übergiebeltem Zwerchhaus. Die Fassade weist hohe Fenster mit versprossten Oberlichtern auf. Das spitzbogig ausgeführte Portal weist eine im Stil der Neugotik gestaltete Haustür auf und ist über eine Freitreppe zu erreichen.
Das Haus liegt im Kerngebiet des von der UNESCO als Weltkulturerbe anerkannten Stadtgebietes des Kulturgutes „Historische Altstädte Stralsund und Wismar“. In die Liste der Baudenkmale in Stralsund ist es mit der Nummer 440 eingetragen.